# Off the Map
Off the Map — концертная запись американской рок-группы Red Hot Chili Peppers, изданная в 2001 году на DVD, два года спустя после выпуска альбома Californication. Off the Map содержит один полноформатный концерт, а также несколько бонусных выступлений, записанных в ходе северо-американского турне Chili Peppers в 2000 году.
В ходе концерта была исполнена «What Is Soul» — песня Джорджа Клинтона и его группы Funkadelic, позже эта запись вышла как би-сайд на сингле «By the Way». Хотя текст песни схож с оригиналом из Funkadelic, музыкальный рифф был взят из другой песни этой группы — «Mommy, Whats A Funkadelic?».
Будучи первым официальным концертным релизом Chili Peppers, «Off the Map» — единственный CD/DVD группы, который содержит концертные записи песен из альбомов Freaky Styley, The Uplift Mofo Party Plan и One Hot Minute. «Off the Map» добрался до 10-й позиции в шведском хит-параде.

## Список композиций
1. Opening
2. «Around the World»
3. «Give It Away»
4. «Usually Just A T Shirt #3»
5. «Scar Tissue»
6. «Suck My Kiss»
7. «If You Have to Ask»
8. «Subterranean Homesick Blues»
9. «Otherside»
10. «Blackeyed Blonde»
11. «Pea»
12. «Blood Sugar Sex Magik»
13. «Easily»
14. «What Is Soul?»
15. (The Jam)
16. «Fire»
17. «Californication»
18. «Right On Time»
19. «Under the Bridge»
20. «Me and My Friends»

### Бонусные-видео
- Съёмки перед началом концерта
- Интервью с музыкантами
- Бонусные концертные выступления:

1. «Skinny Sweaty Man»
2. «I Could Have Lied»
3. «Parallel Universe»
4. «Sir Psycho Sexy»
5. «Search and Destroy»

## Форматы издания
Концерт был издан на VHS и DVD.